# Espen Bjørnstad
Espen Bjørnstad (Trondheim, 26 december 1993) is een Noorse noordse combinatieskiër.

## Carrière
Bjørnstad maakte zijn wereldbekerdebuut in januari 2014 in Tsjaikovski. In februari 2017 scoorde hij in Pyeongchang zijn eerste wereldbekerpunten. In februari 2018 behaalde de Noor in Hakuba zijn eerste toptienklassering in een wereldbekerwedstrijd. In februari 2019 stond Bjørnstad in Chaux-Neuve voor de eerste maal in zijn carrière op het podium van een wereldbekerwedstrijd. Op de wereldkampioenschappen noordse combinatie 2019 in Seefeld eindigde hij als zesde op de gundersen normale schans en als vijftiende op de gundersen grote schans. In de landenwedstrijd werd hij samen met Jan Schmid, Jørgen Gråbak en Jarl Magnus Riiber wereldkampioen.

## Resultaten

### Wereldkampioenschappen
| Jaar | Plaats  | Resultaten                                |
| ---- | ------- | ----------------------------------------- |
| 2019 | Seefeld | 6e Gundersen NH · 15e Gundersen LH · Team |

### Wereldbeker
Eindklasseringen
| Seizoen   | Plaats |
| --------- | ------ |
| 2016/2017 | 55e    |
| 2017/2018 | 32e    |
| 2018/2019 | 9e     |
| 2019/2020 | 6e     |